# Provost (Alberta)
Provost (offiziell Town of Ponoka) ist eine Gemeinde im zentralen Osten von Alberta, Kanada, welche seit 1952 den Status einer Kleinstadt (englisch Town) hat. Sie liegt etwa 290 Kilometer ostsüdöstlich von Edmonton bzw. 410 Kilometer ostnordöstlich von Calgary in der Region Zentral-Alberta, am Rande des Palliser-Dreiecks. 18 Kilometer östlich beginnt die benachbarte Provinz Saskatchewan. In der Kleinstadt befindet sich der Verwaltungssitz des Verwaltungsbezirkes („Municipal District“) Provost No. 52.
Die heutige Gemeinde entstand Ende des 19. Jahrhunderts als sich hier Siedler, von Battleford kommend, niederließen. 1909 erreichte die Eisenbahnstrecke der Canadian Pacific Railway die Gegend und um den Haltepunkt entstand eine kleine Siedlung. Im Jahr 1910 erhielt diese Siedlung dann den offiziellen Status eines Dorfes (englisch Village).

## Demographie
Der Zensus im Jahr 2016 ergab für die Gemeinde eine Bevölkerungszahl von 1998 Einwohnern, nachdem der Zensus im Jahr 2011 für die Gemeinde noch eine Bevölkerungszahl von 2041 Einwohnern ergab. Die Bevölkerung hat dabei im Vergleich zum letzten Zensus im Jahr 2011 entgegen der Entwicklung in der Provinz um 2,1 % abgenommen, bei einer Bevölkerungszunahme von 11,6 % im Provinzdurchschnitt. bereits im Zensuszeitraum 2006 bis 2011 hatte die Einwohnerzahl in der Gemeinde entgegen dem Provinzdurchschnitt um 1,5 % abgenommen, während sie im Provinzdurchschnitt um 10,8 % zunahm.

## Verkehr
Provost ist für den Straßenverkehr über den in Nord-Süd-Richtung verlaufenden Alberta Highway 13 erschlossen. Außerdem kreuzen regionale Highways. Ebenfalls verläuft eine Eisenbahnstrecke durch die Kleinstadt. Ein kleiner Flughafen (IATA-Code: -, ICAO-Code: -, Transport Canada Identifier: CEH6), mit nur einer asphaltierten Start- und Landebahn von 1586 Metern Länge, liegt südwestlich der Stadtgrenze.

## Persönlichkeiten
- Norm Ullman (* 1935), Eishockeyspieler
- Lance Bouma (* 1990), Eishockeyspieler